# Grotte d'Azikh
La grotte d'Azikh est une grotte située à proximité du village d'Azykh, dans la région du Haut-Karabagh en territoire disputé,. La grotte est un important site préhistorique, qui a été occupé par différents groupes humains pendant une longue période. Les couches anciennes du Paléolithique moyen ont livré des vestiges fossiles néandertaliens pouvant dater d'environ 300 000 ans.

## Situation
La grotte d'Azikh est située à quelque 200 km à vol d'oiseau au sud-est du lac Sevan (Arménie), 250 km (440 km par la route) au sud-ouest de Bakou (Azerbaïdjan), et 200 km (335 km par la route) au nord de Tabriz (Iran). Elle se trouve dans les contreforts Est de la chaine du Petit Caucase.

## Géologie
La grotte d'Azikh est un complexe de six cavités karstiques, avec plusieurs accès vers l'extérieur. Creusées dans les calcaires du Mésozoïque, ces cavités sont connectées par des tunnels et passages, le tout ayant été modelé suivant des fissures dans la roche-mère.
La très large population de chauve-souris a également contribué à modifier les galeries intérieures.
À l'aide de la datation par l'uranium-plomb, les plus anciens spéléothèmes de la grotte, donnant son âge probable de formation, ont été datés de 1,19 ± 0,08 million d'années. La grotte a donc pu abriter très tôt des groupes humains archaïques.

## Historique
Le site a d'abord été exploré dans les années 1960-1980 par une équipe dirigée par le découvreur de la grotte, M. Huseinov (parfois épelé Guseinov).
Une deuxième campagne de fouilles a eu lieu de 2002 à 2009.

## Occupation humaine
Dix couches stratigraphiques ont été mises en évidence dans la grotte d'Azikh par la première équipe de fouilles. Des vestiges lithiques ont été trouvés dans les couches 4 à 10.

### Couche 5
La couche la plus épaisse et la plus riche de la stratigraphie est la couche 5. Les fouilles archéologiques de 1963-1969 et de 1971–1986 ont livré dans cette couche de nombreux ossements fossiles d'animaux chassés et 300 outils lithiques. Des foyers pour la cuisson des aliments, des vestiges d'installations et des crânes d'ours collectés par l'homme ont également été trouvés dans cette couche.

### Fossiles humains
Deux espèces humaines ont livré des vestiges fossiles : Homo neanderthalensis et Homo sapiens, sachant que la plupart des fossiles européens de la deuxième moitié du Pléistocène moyen ont été aujourd'hui réattribués à l'Homme de Néandertal, au lieu d'Homo heidelbergensis à l'origine.
En 1968, Azikh 1 (nom donné à la plus ancienne couche archéologique de la grotte) a livré un fragment de mandibule humaine adulte ayant conservé 3 dents, similaire aux vestiges de l'Homme d'Ehringsdorf (en), Néandertalien trouvé en Allemagne et daté d'environ 250 000 ans. Cette mandibule était associée à des outils acheuléens tardifs.
Lors de la deuxième campagne de fouilles, au début du XXIe siècle, le haut de la couche Azikh 1 a livré entre autres une molaire du maxillaire supérieur gauche, typique des premières molaires supérieures de l'Homme de Néandertal.
La couche Azikh 2 abritait des parties de squelette et deux dents d'un Homo sapiens décédé à la suite d'un accident.

Azikh 5 contenait 8 dents d'Homo sapiens juvéniles, appartenant à au moins trois individus.

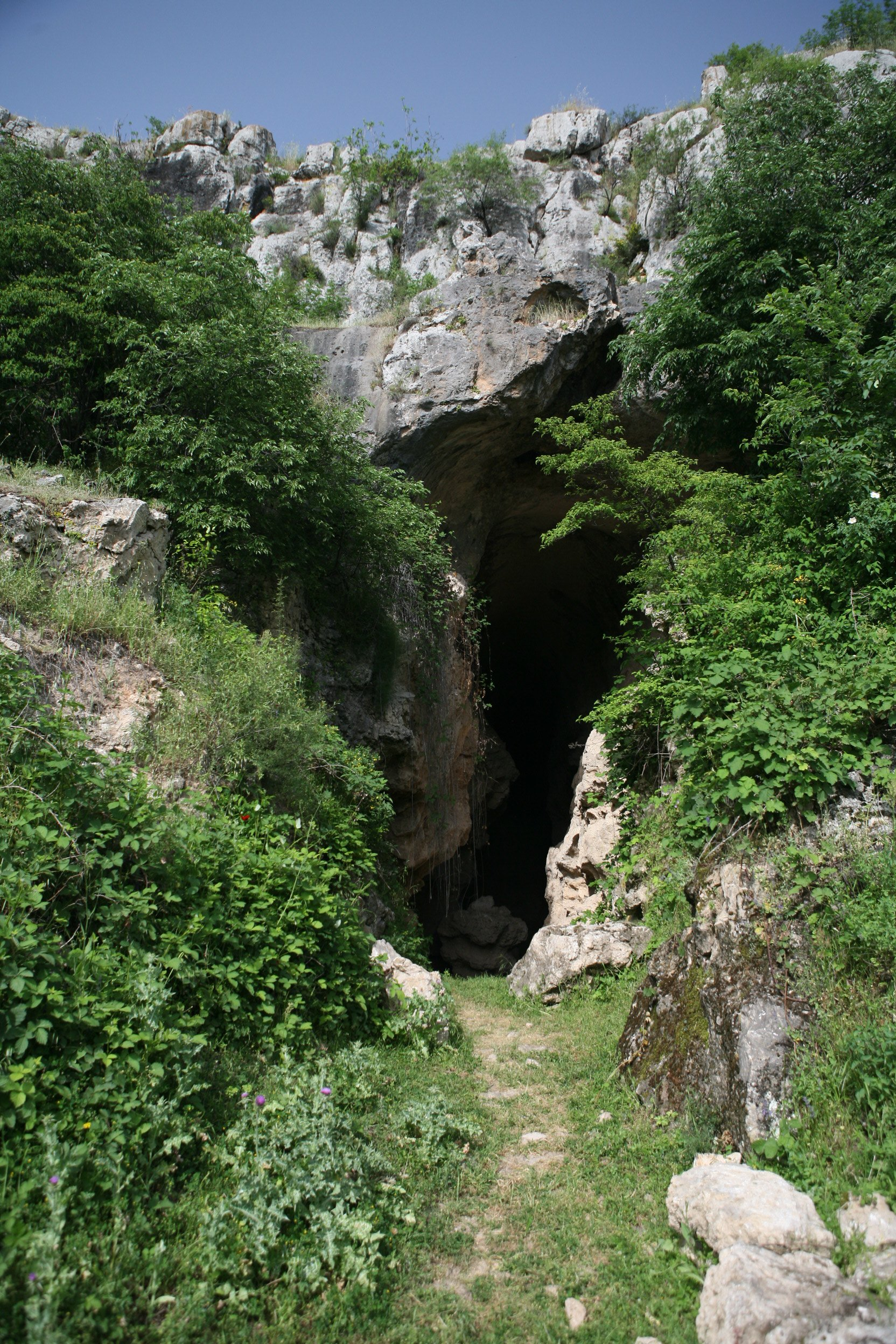
Une des entrées de la grotte
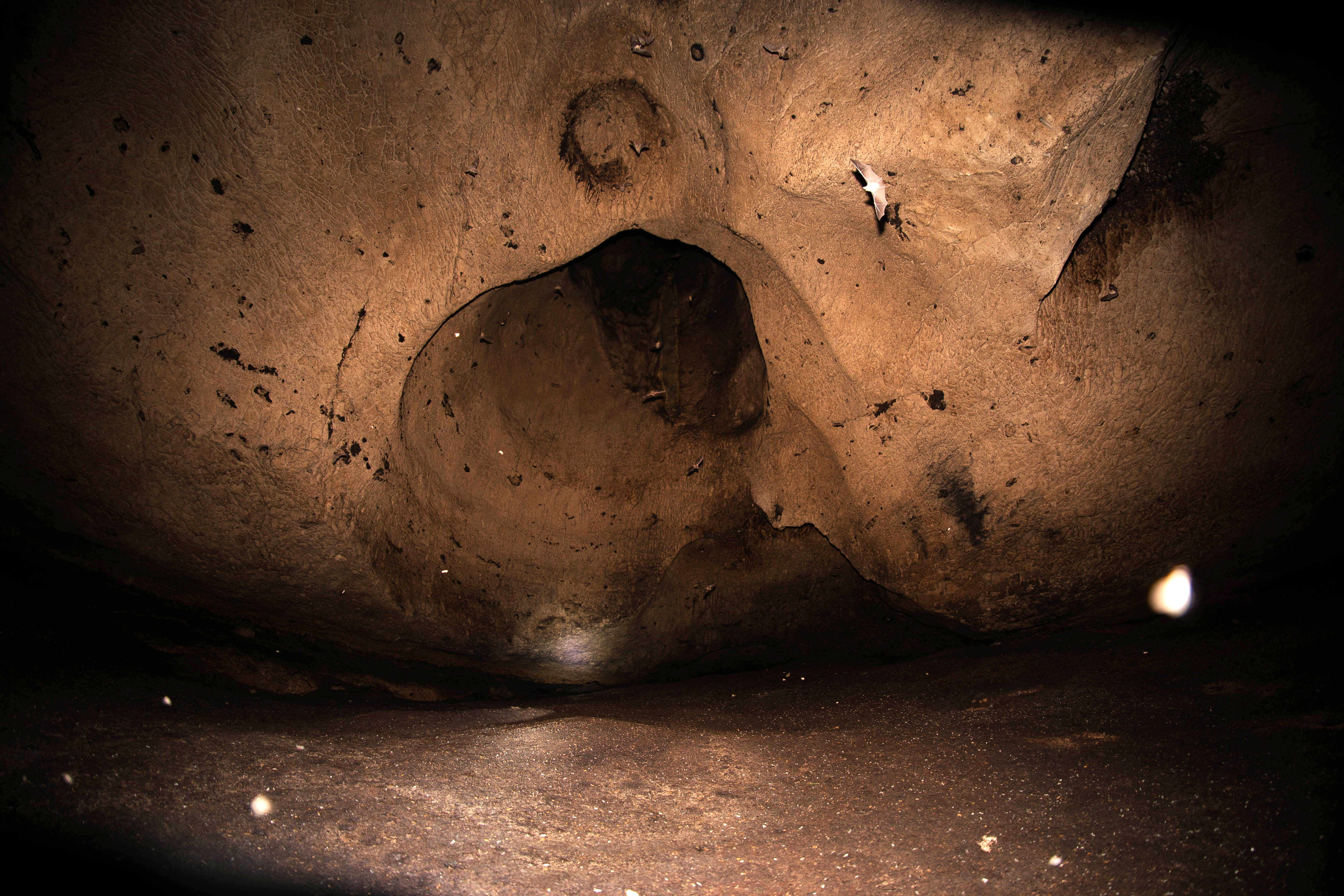
Une vue de l'intérieur de la grotte
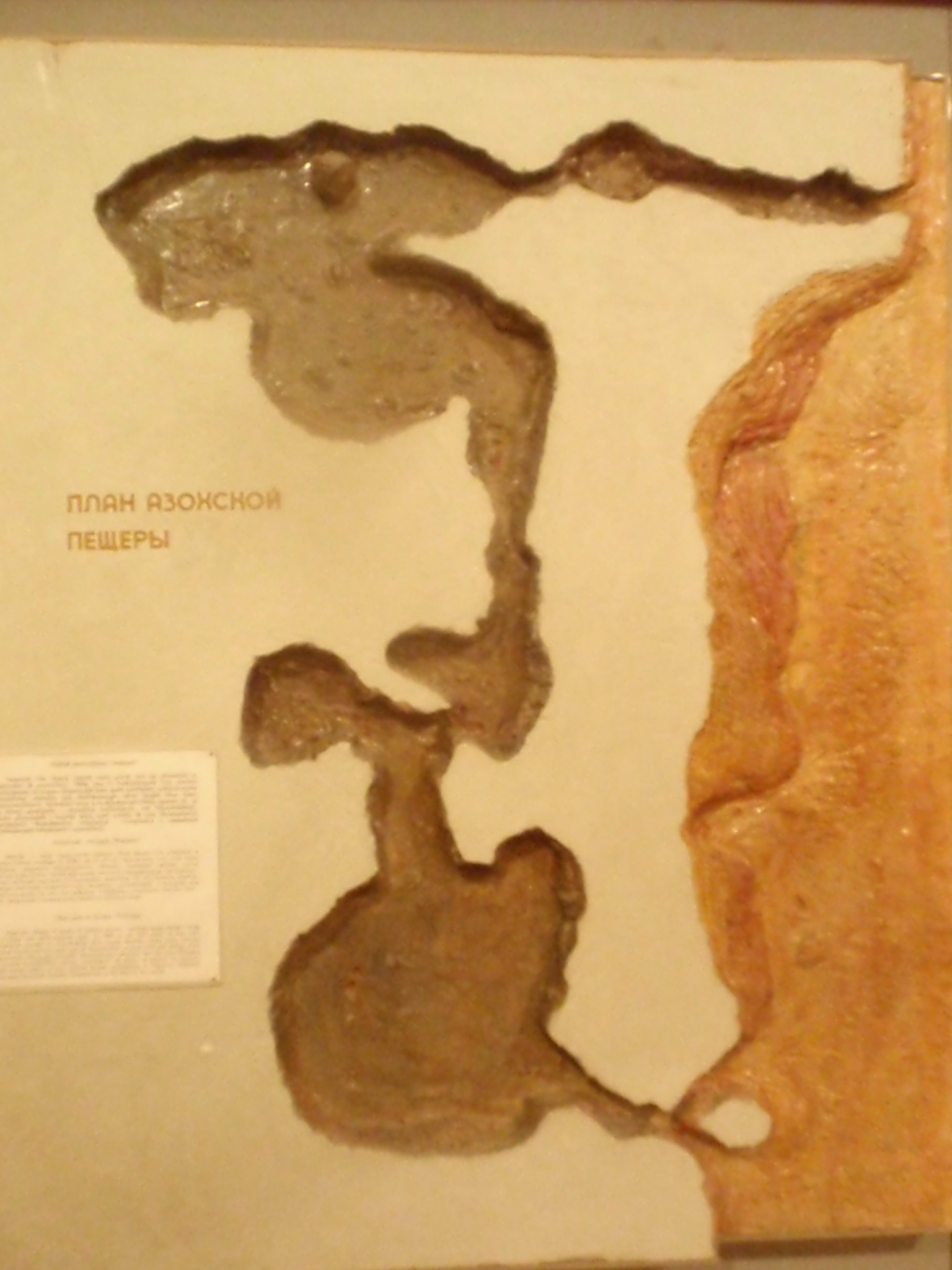
Plan de la grotte

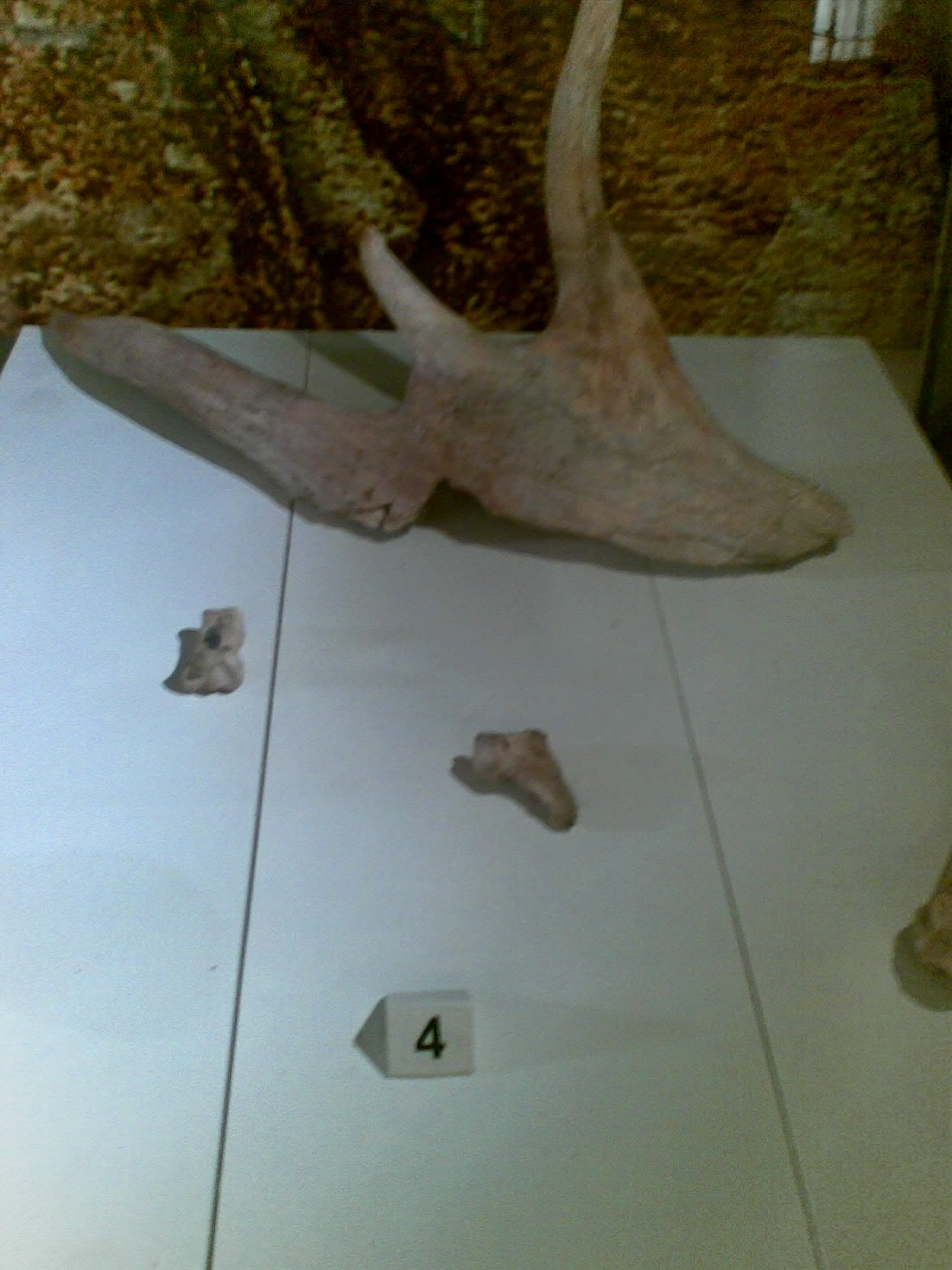
Vestiges, ossements
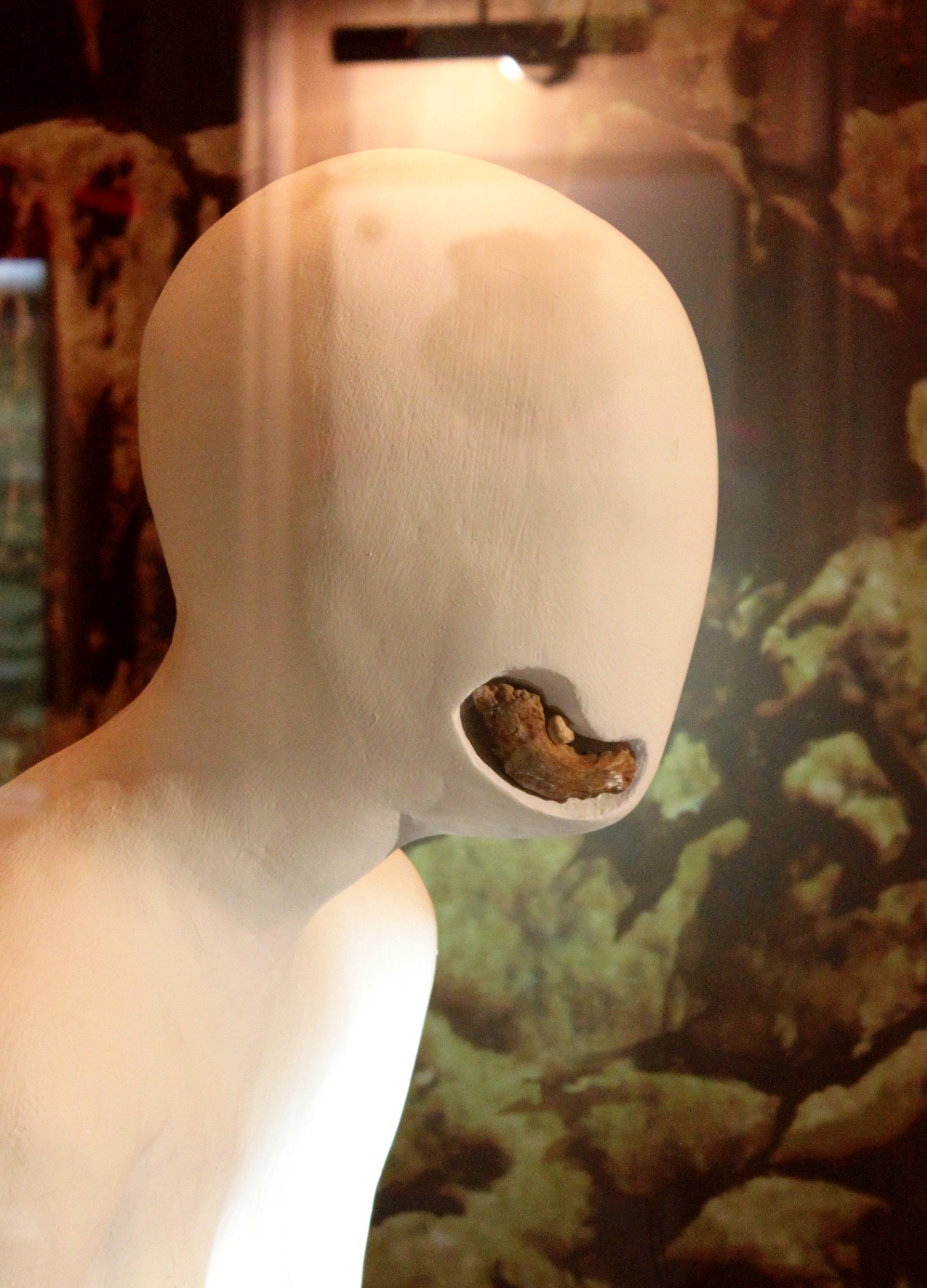
Maxillaire exposé en place sur mannequin
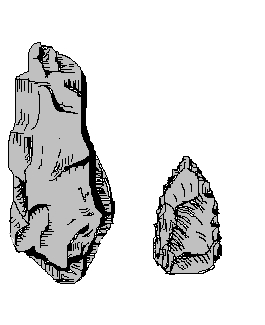
Outils paléolithiques
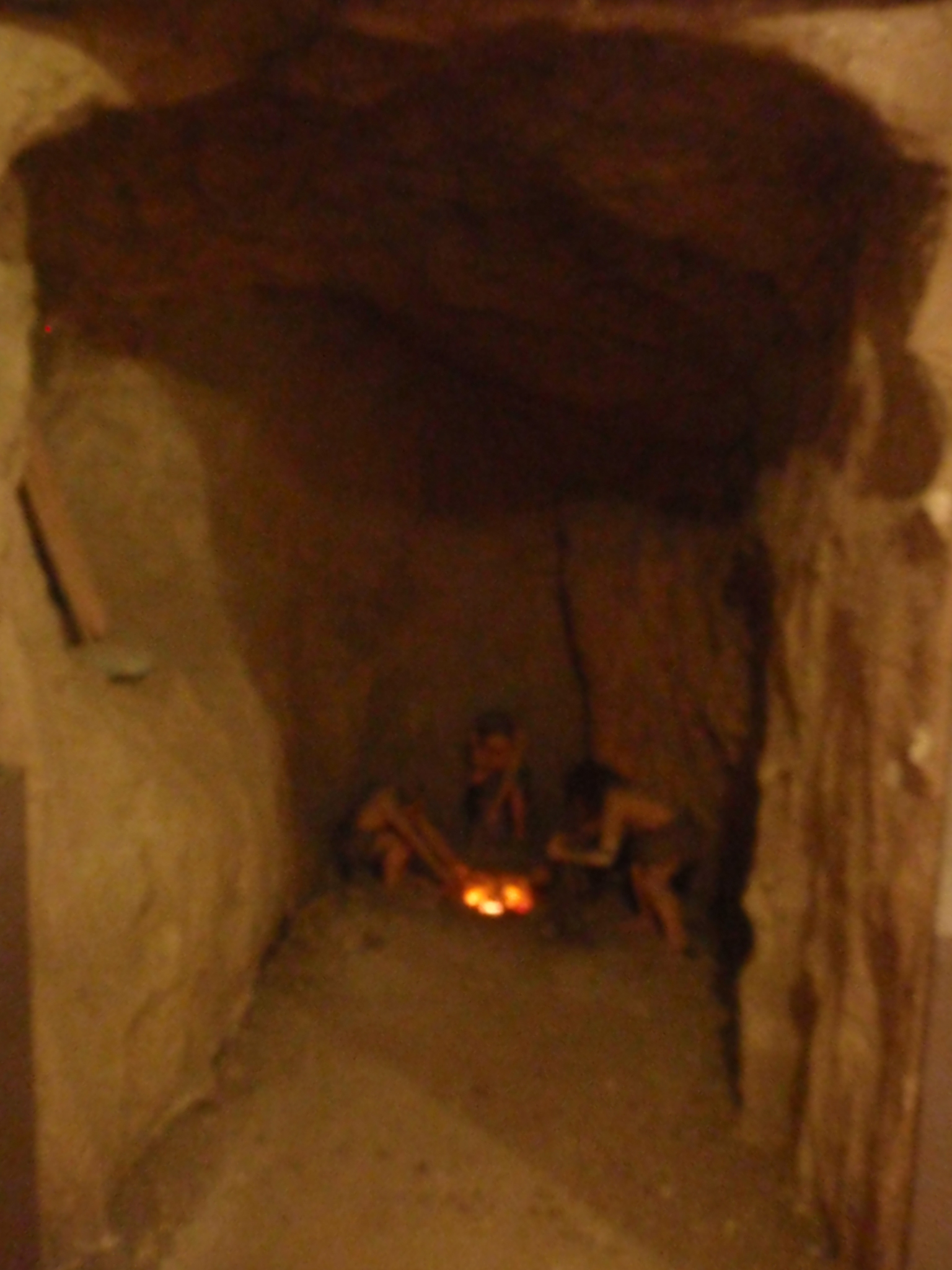
Reconstitution de la grotte d'Azikh au musée historique d'Artsakh (en)
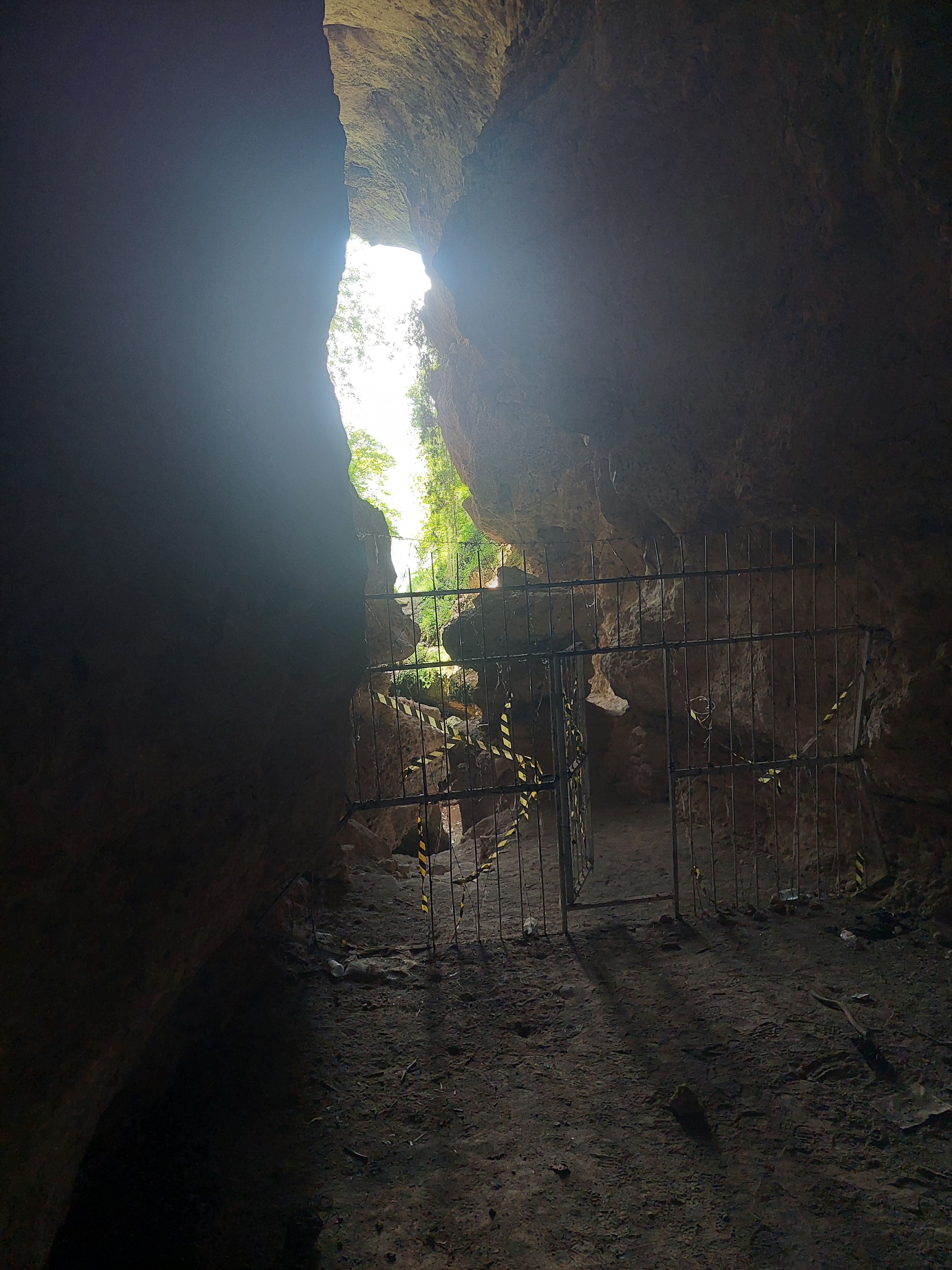
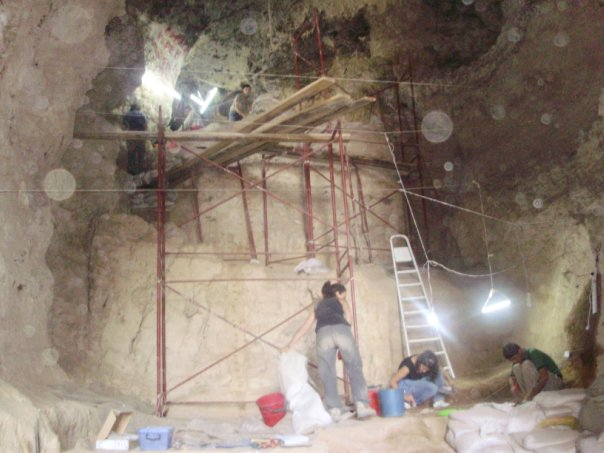
Fouilles dans la grotte d'Azikh